# Poslední skaut
Poslední skaut (v anglickém originále The Last Boy Scout) je americká akční komedie z roku 1991. Režisérem filmu je Tony Scott. Hlavní role ve filmu ztvárnili Bruce Willis, Damon Wayans, Chelsea Field, Noble Willingham a Taylor Negron. Jádrem filmu je pak scénář Shanea Blacka, který se vyznačuje mnohými slavnými hláškami a četnými vulgarismy (slovo "fuck" zazní ve filmu 102krát), díky čemuž si vysloužil rating R.
I přes počáteční rozporuplné ohlasy a relativně slabé tržby v kinech je na snímek zpětně pohlíženo jako na kultovní akční klasiku 90. let. Na českých webových stránkách se kupříkladu dočkal velmi kladného ohodnocení. Jedná se o jeden z nejoblíbenějších filmů Quentina Tarantina.

## Děj
Hlavní postavou je losangeleský soukromý detektiv Joe Hallenbeck, bývalý tajný agent Tajné služby Spojených států amerických, který se stal kdysi národním hrdinou poté, co zachránil život prezidentovi během atentátu.
V době, kdy se film odehrává, je již Joe životem znavený alkoholik, který navíc právě zjišťuje, že manželka Sarah jej podvádí s jeho obchodním partnerem Mikem Matthewsem. Ještě předtím, než Mike zemře po výbuchu bomby ve svém vozidle, stihne Hallenbeckovi předat úkol, který spočívá v ochraně striptérky Cory.
Joe práci přijme a téhož večera navštíví noční klub, kde Cory tančí. Zde se pohádá s jejím přítelem Jimmym Dixem, bývalou hvězdou amerického fotbalu, kterému bylo zakázáno nadále hrát kvůli gamblingu a užívání drog. Zatímco Joe je zajat skupinou neznámých mužů, Cory s Jimmym odjíždí domů každý ve svém autě. Cory je během cesty zabita nájemným vrahem a Jimmymu zachrání život Hallenbeck, kterému se podařilo uniknout ze zajetí.
Joe s Jimmym musí, i navzdory opačným povahám, spojit své síly a vypátrat viníky vraždy a nakonec i rozsáhlého komplotu, kde stopy vedou k nejmocnějším mužům ve městě, včetně majitele (fiktivního) fotbalového klubu Stallions a senátora Calvina Baynarda.

## Obsazení
| Bruce Willis     | Joseph Cornelius Hallenbeck |
| Damon Wayans     | James Alexander Dix         |
| Chelsea Field    | Sarah Hallenbeck            |
| Noble Willingham | Sheldon Marcone             |
| Taylor Negron    | Milo                        |
| Danielle Harris  | Darian Hallenbeck           |
| Halle Berryová   | Cory                        |
| Bruce McGill     | Mike Matthews               |
| Kim Coates       | Chet                        |
| Frank Collison   | Pablo                       |
| Eddie Griffin    | DJ                          |
| Chelcie Ross     | Calvin Baynard              |